# Kickapoo Tribal Center
Kickapoo Tribal Center es un lugar designado por el censo del condado de Brown, Kansas. Estados Unidos. Según el censo de 2020, tiene una población de 177 habitantes.
En los Estados Unidos, un lugar designado por el censo (traducción literal de la frase en inglés census-designated place, CDP) es una concentración de población identificada por la Oficina del Censo exclusivamente para fines estadísticos.
El lugar forma parte de la Reserva India de Kickapoo.

## Geografía
Está ubicado en las coordenadas 39°40′20″N 95°38′43″O / 39.67222, -95.64528 (39.672245, -95.645276).